# Камбоџа на Летњим олимпијским играма 2004.
Камбоџи је ово било шесто учешће на Летњим олимпијским играма. Делегација Камбоџе је на Олимпијским играма 2004. у Атини била заступљена са 4 учесника (2 мушкарца и 2 жена), који су се такмичили у 2 спорта. Најстарији учесник у екипи је био пливач Хем Кири (24), а најмлађи атлетичарка Sou Tit Linda са 14 година и 365 дана.
Олимпијска екипа Камбоџе је била у групи земаља које нису освојиле ниједну медаљу.
Заставу Камбоџе на свечаном отварању Летњих олимпијских игара 2004. носио је пливач Хем Кири.

## Учесници по дисциплинама
| Спорт     | Мушкарци | Жене | Укупно |
| --------- | -------- | ---- | ------ |
| Атлетика  | 1        | 1    | 2      |
| Пливање   | 1        | 1    | 2      |
| Укупно(2) | 2        | 2    | 4      |

## Атлетика
Мушкарци
| Атлетичар Лични рекорд | Дисциплина | Група    | Група     | Четвртфинале     | Четвртфинале     | Полуфинале       | Полуфинале       | Финале           | Финале       | Детаљи |
| Атлетичар Лични рекорд | Дисциплина | Резултат | Место     | Резултат         | Место            | Резултат         | Место            | Резултат         | Место        | Детаљи |
| ---------------------- | ---------- | -------- | --------- | ---------------- | ---------------- | ---------------- | ---------------- | ---------------- | ------------ | ------ |
| Sopheak Phouk, 11,81   | 100 м      | 11,56 ЛР | 8 у гр. 7 | Није се пласирао | Није се пласирао | Није се пласирао | Није се пласирао | Није се пласирао | 91 / 93 (95) |        |

Жене
| Атлетичар Лични рекорд | Дисциплина | Група    | Група     | Четвртфинале      | Четвртфинале      | Полуфинале        | Полуфинале        | Финале            | Финале       | Детаљи |
| Атлетичар Лични рекорд | Дисциплина | Резултат | Место     | Резултат          | Место             | Резултат          | Место             | Резултат          | Место        | Детаљи |
| ---------------------- | ---------- | -------- | --------- | ----------------- | ----------------- | ----------------- | ----------------- | ----------------- | ------------ | ------ |
| Tit Linda Sou          | 100 м      | 13,47 ЛР | 7 у гр. 1 | Није се пласирала | Није се пласирала | Није се пласирала | Није се пласирала | Није се пласирала | 57 / 63 (63) |        |

### Пливање

#### Мушкарци
| Пливач   | Дисциплина    | Група | Група    | Полуфинале       | Полуфинале       | Финале           | Финале  | Детаљи |
| Пливач   | Дисциплина    | Време | Пласман  | Време            | Пласман          | Време            | Пласман | Детаљи |
| -------- | ------------- | ----- | -------- | ---------------- | ---------------- | ---------------- | ------- | ------ |
| Хем Кири | 50 м слободно | 27,49 | 3 у гр 3 | Није се пласирао | Није се пласирао | Није се пласирао | 70 / 86 |        |

#### Жене
| Пливачица | Дисциплина    | Група | Група    | Полуфинале        | Полуфинале        | Финале            | Финале  | Детаљи |
| Пливачица | Дисциплина    | Време | Пласман  | Време             | Пласман           | Време             | Пласман | Детаљи |
| --------- | ------------- | ----- | -------- | ----------------- | ----------------- | ----------------- | ------- | ------ |
| Ket Sivan | 50 м слободно | 34,62 | 7 у гр 2 | Није се пласирала | Није се пласирала | Није се пласирала | 71 / 75 |        |